# Joshua Eagle
Joshua Eagle (* 10. Mai 1973 in Toowoomba, Queensland) ist ein ehemaliger australischer Tennisspieler.

## Leben
Eagle konnte in seiner Karriere fünf Turniere im Doppel gewinnen und bei weiteren 19 Doppelkonkurrenzen das Endspiel erreichen. Im Jahr 2001 konnte er an der Seite von Barbara Schett, mit der er mittlerweile verheiratet ist und einen gemeinsamen Sohn hat, ins Finale der Mixed-Konkurrenz der Australian Open einziehen. Das Paar verlor dort aber glatt in zwei Sätzen gegen Corina Morariu und Ellis Ferreira. Seine höchste Einzelplatzierung war ein 219. Rang im Jahr 1994. In der Doppelwertung der Tennis-Weltrangliste konnte er im April 2001 bis auf Rang 11 vorrücken.
Eagle beendete seine Karriere 2004 nach dem Turnier in Wimbledon.

## Erfolge
| Legende                           |
| Grand Slam                        |
| Tennis Masters Cup                |
| ATP Masters Series                |
| ATP International Series Gold (2) |
| ATP International Series (3)      |
| ATP Challenger Tour (7)           |

| Titel nach Belag |
| Hartplatz (3)    |
| Sand (2)         |
| Rasen (0)        |
| Teppich (0)      |

### Doppel

#### Turniersiege

##### ATP Tour
| Nr. | Datum           | Turnier   | Belag         | Partner        | Finalgegner                       | Ergebnis      |
| --- | --------------- | --------- | ------------- | -------------- | --------------------------------- | ------------- |
| 1.  | 12. Januar 1998 | Adelaide  | Hartplatz     | Andrew Florent | Ellis Ferreira Rick Leach         | 6:4, 6:7, 6:3 |
| 2.  | 5. März 2001    | Dubai     | Hartplatz     | Sandon Stolle  | Daniel Nestor Nenad Zimonjić      | 6:4, 6:4      |
| 3.  | 15. Juli 2002   | Gstaad    | Sand          | David Rikl     | Massimo Bertolini Cristian Brandi | 7:6, 6:4      |
| 4.  | 22. Juli 2002   | Stuttgart | Sand          | David Rikl     | David Adams Gastón Etlis          | 6:3, 6:4      |
| 5.  | 7. Oktober 2002 | Wien      | Hartplatz (i) | Sandon Stolle  | Jiří Novák Radek Štěpánek         | 6:4, 6:3      |

##### Challenger Tour
| Nr. | Datum             | Turnier      | Belag     | Partner          | Finalgegner                           | Ergebnis      |
| --- | ----------------- | ------------ | --------- | ---------------- | ------------------------------------- | ------------- |
| 1.  | 3. Mai 1993       | Kuala Lumpur | Hartplatz | Andrew Florent   | Marius Barnard Joost Winnink          | 6:4, 6:4      |
| 2.  | 6. Dezember 1993  | Adelaide     | Rasen     | Andrew Florent   | Ben Ellwood Mark Philippoussis        | 6:1, 6:3      |
| 3.  | 13. Dezember 1993 | Launceston   | Teppich   | Andrew Florent   | Sandon Stolle Michael Tebbutt         | 6:4, 6:0      |
| 4.  | 18. Juli 1994     | Oberstaufen  | Sand      | Kirk Haygarth    | Álex López Morón Massimo Valeri       | 6:3, 6:2      |
| 5.  | 11. Dezember 1995 | Perth        | Hartplatz | Andrew Florent   | Wayne Arthurs Andrew Kratzmann        | 6:4, 6:4      |
| 6.  | 3. Juni 1996      | Fürth        | Sand      | Tom Kempers      | Aleksandar Kitinov Gábor Köves        | 6:4, 6:7, 6:4 |
| 7.  | 2. Juni 2003      | Surbiton     | Rasen     | Andrew Kratzmann | Jean-François Bachelot Grégory Carraz | 6:3, 6:2      |

#### Finalteilnahmen
| Nr. | Datum           | Turnier          | Belag       | Partner          | Partner                            | Ergebnis          |
| --- | --------------- | ---------------- | ----------- | ---------------- | ---------------------------------- | ----------------- |
| 1.  | 30. April 1995  | Seoul            | Hartplatz   | Andrew Florent   | Sébastien Lareau Jeff Tarango      | 3:6, 2:6          |
| 2.  | 16. Juni 1996   | Porto            | Sand        | Andrew Florent   | Emanuel Couto Bernardo Mota        | 6:4, 4:6, 4:6     |
| 3.  | 14. Juli 1996   | Båstad           | Sand        | Peter Nyborg     | David Ekerot Jeff Tarango          | 4:6, 6:3, 4:6     |
| 4.  | 3. Mai 1998     | München          | Sand        | Andrew Florent   | Mark Woodforde Todd Woodbridge     | 0:6, 3:6          |
| 5.  | 21. Juni 1998   | ’s-Hertogenbosch | Rasen       | Andrew Florent   | Guillaume Raoux Jan Siemerink      | 6:75, 2:6         |
| 6.  | 26. Juli 1998   | Stuttgart        | Sand        | Jim Grabb        | Olivier Delaître Fabrice Santoro   | 1:6, 6:3, 3:6     |
| 7.  | 2. August 1998  | Kitzbühel        | Sand        | Andrew Kratzmann | Tom Kempers Daniel Orsanic         | 3:6, 4:6          |
| 8.  | 5. März 2000    | Delray Beach     | Hartplatz   | Andrew Florent   | Brian MacPhie Nenad Zimonjić       | 5:7, 4:6          |
| 9.  | 17. April 2000  | Estoril          | Sand        | David Adams      | Donald Johnson Piet Norval         | 4:6, 5:7          |
| 10. | 30. Juli 2000   | Kitzbühel        | Sand        | Andrew Florent   | Pablo Albano Cyril Suk             | 3:6, 6:3, 3:6     |
| 11. | 6. August 2000  | Toronto          | Hartplatz   | Andrew Florent   | Sébastien Lareau Daniel Nestor     | 3:6, 6:73         |
| 12. | 22. April 2001  | Monte Carlo      | Sand        | Andrew Florent   | Jonas Björkman Todd Woodbridge     | 6:3, 4:6, 2:6     |
| 13. | 13. Januar 2002 | Sydney           | Hartplatz   | Sandon Stolle    | Donald Johnson Jared Palmer        | 4:6, 4:6          |
| 14. | 3. März 2002    | Dubai            | Hartplatz   | Sandon Stolle    | Mark Knowles Daniel Nestor         | 6:3, 3:6, [11:13] |
| 15. | 6. Oktober 2002 | Moskau           | Teppich (i) | Sandon Stolle    | Roger Federer Maks Mirny           | 4:6, 6:7          |
| 16. | 12. Januar 2003 | Sydney           | Hartplatz   | Mahesh Bhupathi  | Paul Hanley Nathan Healey          | 6:73, 4:6         |
| 17. | 4. Mai 2003     | München          | Sand        | Jared Palmer     | Wayne Black Kevin Ullyett          | 3:6, 5:7          |
| 18. | 22. Juni 2003   | Nottingham       | Rasen       | Jared Palmer     | Bob Bryan Mike Bryan               | 6:73, 6:4, 6:74   |
| 19. | 3. August 2003  | Los Angeles      | Hartplatz   | Sjeng Schalken   | Jan-Michael Gambill Travis Parrott | 4:6, 6:3, 5:7     |